# Pomnik Aleksandra Popowa w Jekaterynburgu
Pomnik Aleksandra Popowa (ros. Памятник Александру Степановичу Попову) – pomnik znajdujący się w Jekaterynburgu, w obwodzie swierdłowskim, przedstawiający Aleksandra Stiepanowicza Popowa.

## Historia i charakterystyka
Pomnik poświęcony rosyjskiemu fizykowi, Aleksandrowi Popowowi, znajduje się w rejonie kirowskim miasta Jekaterynburga. Aleksandr Popow pochodził z ziemi jekaterynburskiej, natomiast w samym mieście studiował w latach siedemdziesiątych XIX wieku, a pomnik stoi właśnie niedaleko miejsca, w którym ten rosyjski pionier radia pobierał nauki w jednym z miejscowych seminariów duchownych. Pomysły umiejscowienia w Swierdłowsku monumentu poświęconemu Aleksandrowi Popowowi pojawiły się jeszcze w latach pięćdziesiątych XX wieku. Głównymi inicjatorami pomysłu uhonorowania Popowa była rodzina wynalazcy, która przez wiele lat starała się u władz sowieckich o sfinansowanie budowy. Początkowo planowano wznieść monument w Leningradzie, ale koszty okazały się zbyt duże – wtedy zdecydowano się by ostatecznie umiejscowić monument w Swierdłowsku. Zadanie opracowania projektu powierzono Władimirowi Jegorowowi, który z początku zamierzał umiejscowić Popowa w postaci stojącej na cokole. Pomysł ten musiał zostać zarzucony z powodu problemów technicznych i braków w odpowiednim sprzęcie, dlatego ostatecznie Popow na swoim pomniku umieszczony został w postawie siedzącej. Sama rzeźba została wykonana z kilku elementów żelaza, a następnie połączona w jedną całość, pomalowana na kolor brązowy i umieszczona na cokole. Nazwiska głównego architekta oraz inżynierów, którzy pomagali w wykonaniu monumentu, umieszczono na specjalnej pamiątkowej tablicy. 
Pomnik Aleksandra Popowa został uroczyście odsłonięty 7 maja 1975 roku. W jego pobliżu znajduje się jeden z urzędów pocztowych, park, a przed samym pomnikiem znajduje się fontanna. Aleksandr Popow przedstawiony jest w zamyślonej pozie, siedzący na ławce, jego głowa jest lekko pochylona, a ręce złożone. W 2005 roku pomnik został odnowiony, a dodatkowo poświęcony przez arcybiskupa Wincentego, stojącego na czele prawosławnej eparchii jekaterynburskiej i wierchoturskiej.

## Tradycje
Monument szybko zyskał niezwykłą popularność wśród mieszkańców uralskiej metropolii. Wiąże się z nim pewna długoletnia tradycja, która łączy się jednocześnie z rosyjskim Dniem Radia, obchodzonym 7 maja (25 kwietnia Starego Stylu), tj. w rocznicę wynalezienia pierwszego rosyjskiego radia przez Popowa. W noc przed tą rocznicą studenci m.in. Uralskiego Uniwersytetu Federalnego studiujący na kierunkach związanych z inżynierią radiową, a także ich wykładowcy i pracownicy naukowi, przychodzą przed pomnik Aleksandra Popowa w uroczystej procesji ze świecami, składają kwiaty, a następnie rytualnie czyszczą pomnik i cokół – w ten sposób oddając hołd Popowowi. Corocznie uroczystości te przewidują także pokaz sztucznych ogni, toasty oraz śpiewanie pieśni. W 2011 roku w tym przedsięwzięciu wzięło udział około 4 tysięcy osób, a można je było śledzić na żywo w Internecie oraz na telebimie ustawionym w centrum miasta.